# Singahi Bhiraura
Singahi Bhiraura – miasto w północnych Indiach w stanie Uttar Pradesh, na Nizinie Hindustańskiej.

## Demografia
Populacja miasta w 2001 roku wynosiła 17 125 mieszkańców. Spośród nich mężczyźni stanowili 52% ogólnej populacji, a kobiety 48%. W 2011 liczba ludności wynosiła 19 196, w tym 9 957 mężczyzn i 9 239 kobiet. 

## Edukacja
Analfabetyzm w mieście wynosi 54%.

## Klimat
Średnie roczne opady w mieście wynoszą 842 mm. Maksymalna temperatura tutaj dochodzi do 45° C, a minimalna temperatura spada do 5° C.